# Lorenz Hirn
Lorenz Hirn (* 20. April 1990 in Feldkirch) ist ein österreichischer Eishockeytorwart, der zuletzt bei der VEU Feldkirch in der Inter-National-League spielte, und Trainer.

## Karriere
Lorenz Hirn durchlief die diversen Nachwuchsmannschaften der VEU Feldkirch und gab in der Saison 2007/08 sein Debüt in der Kampfmannschaft in der Nationalliga, der zweithöchsten Spielklasse Österreichs. Der Verein hatte ursprünglich den Plan verfolgt, die Saison mit Hirn und Michael Gruber als jungem Torhüterduo zu bestreiten, was jedoch nicht geglückt war, sodass zunächst Ville Hostikka und anschließend Mikko Rämö die beiden ersetzte. Im Sommer 2008 unterschrieb er einen Vertrag beim Erstligisten EHC Linz, wo er als Backup-Torhüter hinter dem US-Amerikaner Alex Westlund diente und gleichzeitig zusammen mit Christoph Lindenhofer beim Farmteam in der Nationalliga das Tor hütete. Nach dem Ende der Saison 2013/14 beendete er zunächst seine Karriere. Anfang 2016 wurde er von seinem Heimatverein reaktiviert und spielte für die VEU zweimal in den Playoffs der Inter-National-League.

### International
Hirn spielte für Österreich bei der U18-Weltmeisterschaft 2008 und der U20-Weltmeisterschaft 2009 jeweils in der Division I. Nach dem Aufstieg 2009 trat er mit der österreichischen U20-Auswahl bei der Weltmeisterschaft 2010 in der Top-Division an und fungierte als erster Torhüter vor Marco Wieser.

### Trainertätigkeit
Nach dem Ende seiner Spielertätigkeit beim EHC Linz schlug Hirn die Trainerlaufbahn ein und trat in die Dienste des österreichischen Verbandes. Er betreute die Torhüter der U18-Auswahl des Alpenlandes bei den Weltmeisterschaften 2015, 2016 und 2017 jeweils in der Division I.

## Erfolge und Auszeichnungen
- 2009 Aufstieg in die Top-Division bei der Weltmeisterschaft der Division I, Gruppe B
- 2012 Österreichischer Meister mit dem EHC Linz

## Karrierestatistik

### International
(Legende zur Torhüterstatistik: GP oder Sp = Spiele insgesamt; W oder S = Siege; L oder N = Niederlagen; T oder U oder OT = Unentschieden oder Overtime- bzw. Shootout-Niederlage; Min. = Minuten; SOG oder SaT = Schüsse aufs Tor; GA oder GT = Gegentore; SO = Shutouts; GAA oder GTS = Gegentorschnitt; Sv% oder SVS% = Fangquote; EN = Empty Net Goal; 1 Play-downs/Relegation; Kursiv: Statistik nicht vollständig)